# Европско првенство у атлетици у дворани 2007 — 60 метара препоне за мушкарце
Такмичење у трчању на 60 метара са препонама у мушкој конкуренцији на Европском првенству у атлетици у дворани 2007. одржано је у Бирмингему, Уједињено Краљевство, у Националној арени 2. марта 2007. године.

## Земље учеснице
Учествовала су 27 такмичара из 22 земље.
1. Албанија (1)
2. Аустрија (1)
3. Белорусија (1)
4. Грузија (1)
5. Естонија (1)
6. Израел (1)
7. Кипар (1)
8. Летонија (1)
9. Луксембург (1)
10. Мађарска (1)
11. Румунија (1)
12. Русија (2)
13. Словенија (1)
14. Србија (1)
15. Уједињено Краљевство (2)
16. Украјина (1)
17. Француска (3)
18. Холандија (2)
19. Чешка (1)
20. Швајцарска (1)
21. Шведска (1)
22. Шпанија (1)

## Рекорди пре почетка Европског првенства 2007.
| Рекорди пре почетка Европског првенства 2007. | Рекорди пре почетка Европског првенства 2007. | Рекорди пре почетка Европског првенства 2007. | Рекорди пре почетка Европског првенства 2007. | Рекорди пре почетка Европског првенства 2007. | Рекорди пре почетка Европског првенства 2007. |
| --------------------------------------------- | --------------------------------------------- | --------------------------------------------- | --------------------------------------------- | --------------------------------------------- | --------------------------------------------- |
| Светски рекорд                                | Колин Џексон                                  | Велика Британија                              | 7,30                                          | Зинселфинген, Немачка                         | 6. март 1994.                                 |
| Европски рекорд                               | Колин Џексон                                  | Велика Британија                              | 7,30                                          | Зинселфинген, Немачка                         | 6. март 1994.                                 |
| Рекорди европских првенстава                  | Колин Џексон                                  | Велика Британија                              | 7,39                                          | Париз, Француска                              | 12. март 1994                                 |
| Најбољи светски резултат сезоне у дворани     | Дајрон Роблес                                 | Куба                                          | 7,38                                          | Штутгарт, Немачка                             | 3. фебруар 2007.                              |
| Најбољи европски резултат сезоне у дворани    | Сергеј Демидјук                               | Украјина                                      | 7,53                                          | Карлсруе, Немачка                             | 11. фебруар 2007.                             |

## Најбољи европски резултати у 2007. години
Десет најбољих европских такмичара на 60 метара препоне у дворани 2007. године пре почетка првенства (4. марта 2007), имали су следећи пласман на европској и светској ранг листи. (СРЛ)
| 1 | Сергеј Демидјук Украјина        | 7,53 | 11. фебруар | 6. СРЛ  |
| 2 | Енди Тарнер Велика Британија    | 7,55 | 11. фебруар | 7. СРЛ  |
| 3 | Јевгениј Борисов Русија         | 7,58 | 12. јануар  | 9. СРЛ  |
| 4 | Џексон Киноњез Шпанија          | 7,58 | 18. фебруар | 9. СРЛ  |
| 5 | Роберт Кронберг Шведска         | 7,59 | 25. фебруар | 12. СРЛ |
| 6 | Томас Блашек Немачка            | 7,60 | 23. фебруар | 13. СРЛ |
| 7 | Станислав Олијарс Летонија      | 7,61 | 16. фебруар | 15. СРЛ |
| 8 | Марсел Ван дер Вестен Холандија | 7,63 | 23. фебруар | 17. СРЛ |
| 9 | Грегор Седок Холандија          | 7,64 | 17. фебруар | 19. СРЛ |
| 9 | Петр Свобода Чешка              | 7,66 | 3. фебруар  | 21. СРЛ |
|   |                                 |      |             |         |
|   | Мирослав Новаковић Србија       |      |             |         |

Такмичари чија су имена подебљана учествују на ЕП 2007.

## Сатница
| Датум         | Време | Коло          |
| ------------- | ----- | ------------- |
| 2. март 2007  | 9:45  | Квалификације |
| 2. март 2007  | 16:30 | Полуфинале    |
| 2. март 2007. | 18:30 | Финале        |

## Освајачи медаља
|                         |                                  |                         |
| Грегор Седок, Холандија | Марсел Ван дер Вестен, Холандија | Џексон Киноњез, Шпанија |

## Резултати

### Квалификације
У квалификацијама атлетичари су биле подељене у четири групе. За полуфинале су се директно пласирала по 3 првопласирана из сваке групе (КВ) и још 4 на основу резултата (кв).
| Место | Група | Атлетичар             | Земља                | Резултат | Белешка  |
| ----- | ----- | --------------------- | -------------------- | -------- | -------- |
| 1.    | 2     | Џексон Киноњез        | Шпанија              | 7,60     | КВ       |
| 2.    | 3     | Енди Тарнер           | Уједињено Краљевство | 7,60     | КВ       |
| 3.    | 3     | Марсел Ван дер Вестен | Холандија            | 7,62     | КВ, ЛР   |
| 4.    | 4     | Јевгениј Борисов      | Русија               | 7,68     | КВ       |
| 5.    | 1     | Грегор Седок          | Холандија            | 7,69     | КВ       |
| 6.    | 2     | Elmar Lichtenegger    | Аустрија             | 7,70     | КВ, =ЛРС |
| 7.    | 1     | Петр Свобода          | Чешка                | 7,73     | КВ       |
| 7.    | 4     | Максим Линша          | Белорусија           | 7,73     | КВ       |
| 9.    | 2     | Станислав Олијарс     | Летонија             | 7,75     | КВ       |
| 10.   | 1     | Сергеј Демидјук       | Украјина             | 7,77     | КВ       |
| 10.   | 4     | Роберт Кронберг       | Шведска              | 7,77     | КВ       |
| 12.   | 1     | Дамјан Златнар        | Словенија            | 7,81     | кв       |
| 13.   | 2     | Allan Scott           | Уједињено Краљевство | 7,81     | кв       |
| 14.   | 3     | Andreas Kundert       | Швајцарска           | 7,83     | КВ       |
| 14.   | 3     | Cédric Lavanne        | Француска            | 7,83     | кв       |
| 16.   | 4     | Dániel Kiss           | Мађарска             | 7,90     | кв       |
| 17.   | 3     | Alexandru Mihailescu  | Румунија             | 7,93     |          |
| 17.   | 4     | Samuel Coco-Viloin    | Француска            | 7,93     |          |
| 19.   | 2     | Рене Оруман           | Естонија             | 7,94     |          |
| 20.   | 1     | Бано Траоре           | Француска            | 7,97     |          |
| 21.   | 2     | David Ilariani        | Грузија              | 7,98     |          |
| 22.   | 2     | Јаков Петров          | Русија               | 8,01     |          |
| 23.   | 4     | Elton Bitincka        | Албанија             | 8,04     |          |
| 24.   | 3     | Michael Illin         | Израел               | 8,05     |          |
| 25.   | 1     | Panayiotis Ioannou    | Кипар                | 8,09     |          |
| 26.   | 2     | Claude Godart         | Луксембург           | 8,13     |          |
|       | 4     | Мирослав Новаковић    | Србија               | НЗ       |          |

### Полуфинале
За финале су се директно пласирале по четири првопласирана такмичара из обе полуфиналне групе (КВ).
| Место | Група | Атлетичар             | Земља                | Резул. | Бел.    |
| ----- | ----- | --------------------- | -------------------- | ------ | ------- |
| 1.    | 2     | Марсел Ван дер Вестен | Холандија            | 7,62   | КВ, =ЛР |
| 2.    | 1     | Грегор Седок          | Холандија            | 7,63   | КВ, ЛР  |
| 3.    | 1     | Џексон Киноњез        | Шпанија              | 7,63   | КВ      |
| 4.    | 1     | Allan Scott           | Уједињено Краљевство | 7,64   | КВ, ЛРС |
| 4.    | 2     | Сергеј Демидјук       | Украјина             | 7,64   | КВ      |
| 6.    | 2     | Енди Тарнер           | Уједињено Краљевство | 7,66   | КВ      |
| 6.    | 2     | Роберт Кронберг       | Шведска              | 7,66   | КВ      |
| 8.    | 2     | Јевгениј Борисов      | Русија               | 7,67   |         |
| 9.    | 1     | Максим Линша          | Белорусија           | 7,72   | КВ      |
| 10.   | 1     | Станислав Олијарс     | Летонија             | 7,76   |         |
| 11.   | 1     | Петр Свобода          | Чешка                | 7,80   |         |
| 12.   | 2     | Elmar Lichtenegger    | Аустрија             | 7,83   |         |
| 13.   | 2     | Дамјан Златнар        | Словенија            | 7,85   |         |
| 14.   | 2     | Cédric Lavanne        | Француска            | 7,88   |         |
| 15.   | 1     | Andreas Kundert       | Швајцарска           | 7,95   |         |
| 16.   | 1     | Dániel Kiss           | Мађарска             | 8,05   |         |

### Финале
Финале је одржано у 18:30.
| Место | Атлетичар             | Земља                | Резул. | Бел. |
| ----- | --------------------- | -------------------- | ------ | ---- |
|       | Грегор Седок          | Холандија            | 7,63   |      |
|       | Марсел Ван дер Вестен | Холандија            | 7,64   |      |
|       | Џексон Киноњез        | Шпанија              | 7,65   |      |
| 4.    | Енди Тарнер           | Уједињено Краљевство | 7,67   |      |
| 5.    | Сергеј Демидјук       | Украјина             | 7,68   |      |
| 6.    | Allan Scott           | Уједињено Краљевство | 7,71   |      |
| 6.    | Роберт Кронберг       | Шведска              | 7,71   |      |
| 8.    | Максим Линша          | Белорусија           | 8,04   |      |